# Paraphylax sakabei
Paraphylax sakabei är en stekelart som beskrevs av Setsuya Momoi 1966. Paraphylax sakabei ingår i släktet Paraphylax och familjen brokparasitsteklar. Inga underarter finns listade i Catalogue of Life.